# Sân bay Kuusamo
Sân bay Kuusamo là một sân bay ở nằm cách Kuusamo, Phần Lan 6 km về phía Bắc, mã số (IATA: KAO, ICAO: EFKS). Sân bay Kuusamo được xây dựng năm 1969, có một đường băng dài 2.500 m, rộng 45 m, được rải nhựa đường. Năm 2007, sân bay này phục vụ 108.394 lượt khách.

## Các hãng hàng không và các tuyến điểm
- Finnair (Helsinki)
- Finncomm Airlines (Helsinki)
- Blue1 (Helsinki)